# Katastrofa lotu Air Inter 148
Katastrofa lotu Air Inter 148 wydarzyła się wieczorem 20 stycznia 1992. Lecący z Lyonu do Strasburga Airbus A320 nagle znikł z radaru kontroli lotów portu lotniczego w Strasburgu. Szczątki rozbitej maszyny odnaleziono na zboczu góry Sainte-Odile po kilkunastu godzinach poszukiwań. Ocalało 9 osób, w tym jedna ze stewardes; 87 osób, w tym obaj piloci, poniosło śmierć.

## Dochodzenie
Śledztwo w sprawie katastrofy lotu 148 było poważnie utrudnione: zarówno czarna skrzynka, jak i rejestrator rozmów w kokpicie są zaprojektowane tak, by wytrzymać działanie wysokich temperatur przez pewien czas – w tym jednak przypadku płonący wrak zlokalizowano po kilkunastu godzinach; rejestratory nie były odporne na tak długie narażenie na temperaturę przekraczającą 1000 stopni Celsjusza. O ile zapis rozmów w kokpicie udało się odczytać, parametry lotu nie nadawały się do odczytu. Samolot posiadał także tzw. QAR (ang. Quick Access Recorder) – niezależny rejestrator parametrów lotu; ten został uszkodzony mechanicznie, niemniej po miesiącach żmudnej pracy udało się odczytać z niego wszystkie zapisane dane. Po skompilowaniu danych z obu rejestratorów udało się wyjaśnić, dlaczego doszło do tragedii.

## Przyczyny katastrofy
Katastrofa lotu Air Inter 148 nie miała jednej głównej przyczyny; do tragedii i śmierci 87 osób przyczynił się splot różnych czynników.
Samolot miał pierwotnie lądować z wykorzystaniem systemu ILS na pasie 23 strasburskiego lotniska; w związku jednak ze zmianą kierunku wiatru i problemami z systemem ILS, załoga została skierowana na podejście nieprecyzyjne (VOR/DME) na pas 05. Rejestrator rozmów w kokpicie wykazał, że ta zmiana bardzo zdenerwowała kapitana Christiana Hecqueta; jak się okazało po przeanalizowaniu kariery i programu szkoleniowego obydwu pilotów, ani kapitan, ani pierwszy oficer Joël Cherubin nie mieli doświadczenia w pilotowaniu Airbusa A320 – kapitan wylatał na tym typie maszyny 162 godziny, pierwszy oficer – zaledwie 61 godzin. Dodatkowo, choć obaj piloci wielokrotnie lądowali na lotnisku w Strasburgu, zawsze przeprowadzali lądowanie z wykorzystaniem systemu ILS. Program szkoleniowy Air Inter nie obejmował lądowania nieprecyzyjnego. Trudno się więc dziwić zdenerwowaniu kapitana: piloci mieli wykonać lądowanie, którego nie mieli okazji przećwiczyć, w samolocie wyposażonym w nowoczesne systemy pokładowe, w których obsłudze nie zdążyli nabyć doświadczenia, podczas fatalnej pogody (zachmurzenie, opady śniegu, zmieniający się wiatr).
Jak obliczył kpt. Hecquet, kąt schodzenia maszyny przy podejściu VOR/DME powinien wynosić -3.3 stopnia – i taką wartość wprowadził do autopilota. Jednak, z czego nie zdawał sobie sprawy, w programowaniu kąta schodzenia kryła się istotna wada autopilota: za pomocą tego samego przełącznika wprowadzano wartość kąta schodzenia (ang. Flight Path Angle – FPA) w stopniach, ale również prędkość schodzenia (ang. Vertical Speed – VS) w tysiącach stóp na minutę, dodatkowo obie wartości wyświetlane były w tym samym okienku w identyczny sposób (ułamek dziesiętny z jednym miejscem po przecinku). Jedyną różnicą było oznaczenie, zapisane niewielkimi, mało czytelnymi literami nad ułamkiem; zdenerwowany kpt. Hecquet nie zauważył, że zamiast bezpiecznego kąta schodzenia -3.3 stopnie, zaprogramował niebezpieczną prędkość schodzenia -3300 stóp/minutę (ok. 1km/min; odpowiada to kątowi schodzenia ok. -11 stopni).
Dezorientację załogi pogłębił jeszcze błąd kontrolera lotów: zauważył on, że samolot oddalił się od osi pasa, jednak poinformował pilotów, że oddalają się w lewo; z jego perspektywy tak to wyglądało, jednak z perspektywy pilotów samolot zbaczał w prawo od osi pasa. Kontroler poprawił swój błąd, jednak podany przez niego kierunek był błędny – i maszyna w dalszym ciągu oddalała się od osi pasa, tym razem w przeciwnym kierunku, co zauważył pierwszy oficer. Dodatkowo, o czym nie wiedzieli ani piloci, ani kontroler lotów, błąd ten sprawił, że samolot skierował się wprost na Sainte-Odile. Pechowym zbiegiem okoliczności w tym samym momencie kapitan zauważył, iż Airbus schodzi podejrzanie szybko; jego uwagę odwrócił jednak Cherubin, informując go, iż samolot nadal nie jest ustawiony w osi pasa. Niewykluczone, że gdyby ta informacja padła kilka sekund później, Hecquet zdołałby wykryć swój błąd i skorygować go. W kilkanaście sekund później tuż przed nosem samolotu ukazało się zaśnieżone, pokryte drzewami zbocze góry Sainte-Odile; piloci nie zdążyli zareagować i samolot rozbił się.
Nadal jednak pozostało kilka niewyjaśnionych kwestii:
- dlaczego piloci nie wiedzieli, iż kierują się wprost na szczyt góry? W samolotach pasażerskich od dekad instalowano systemy GPWS, ostrzegające, że samolot jest na kursie zbieżnym z przeszkodą terenową; jednak na rejestratorze rozmów w kokpicie nie było słychać alarmu GPWS.
- dlaczego załoga nie zdecydowała się zrezygnować z lądowania w Strasburgu i poprosić o kurs na alternatywne lotnisko? W przypadku niesprzyjających okoliczności załoga zawsze może zgłosić taką prośbę.
- dlaczego podczas prób odtworzenia końcowego podejścia lotu 148 w symulatorze lotu, po wprowadzeniu wszystkich danych maszyna zawsze przelatywała w sporej odległości nad szczytem góry, nie rozbijając się?

Odpowiedź na pierwsze dwa pytania znaleziono, przyglądając się funkcjonowaniu linii lotniczej Air Inter. Była to niewielka, regionalna linia lotnicza, która w komunikacji na terenie Francji od lat musiała konkurować głównie z niezwykle popularnymi pociągami TGV. Aby móc rywalizować z szybkimi, wygodnymi i punktualnymi pociągami, Air Inter wprowadziła szereg zasad obowiązujących pilotów: odejście na lotnisko zapasowe było dozwolone jedynie w ostateczności, a samoloty często latały na niewielkich wysokościach z dużymi prędkościami, rzędu 350 węzłów (ok. 650 km/h), co wiązało się z licznymi fałszywymi alarmami ze strony systemu GPWS – tak więc kierownictwo linii lotniczej podjęło decyzję o dezaktywowaniu tych systemów w samolotach Air Inter.
Cały czas pozostawała jeszcze najważniejsza kwestia: nawet pomimo błędnego kursu podanego przez kontrolera i błędnie ustawionej przez pilota prędkości schodzenia, podczas odtwarzania lotu nr 148 w symulatorze maszyna zawsze przelatywała w dużej odległości nad szczytem Sainte-Odile. Zagadkę wyjaśniło dopiero szczegółowe przeanalizowanie instrukcji obsługi Airbusa A320. Jak się okazało, samolot ten zawierał wbudowane nietypowe zabezpieczenie: jeśli polecenie wydane przez pilota (czy to za pośrednictwem drążka sterowego, czy autopilota) następowało w reakcji na bodziec zewnętrzny, komputer pokładowy podwajał to polecenie. Analizując parametry lotu nr 148, okazało się, że tuż przed wprowadzeniem przez kapitana prędkości schodzenia -3300 stóp/minutę, wysokość samolotu nagle nieznacznie się zwiększyła. Gdy lekka turbulencja nieznacznie podrzuciła samolot do góry, dokładnie w tym samym momencie kpt. Hecquet wydał polecenie schodzenia – komputer pokładowy odebrał to jako próbę uniknięcia zagrożenia i zaczął obniżać wysokość lotu o wartość dwukrotnie większą, niż podana -6600 stóp/minutę. Ani piloci, ani instruktorzy Air Inter nie zdawali sobie sprawy z istnienia takiego zabezpieczenia.

## Pokłosie
Po opublikowaniu raportu dotyczącego tragedii, zalecono włącznie wprowadzenie 35 poprawek tak do programu szkoleniowego, jak i do oprogramowania samolotów Airbus. Najważniejsze obejmowały:
- obowiązkowe szkolenie pilotów tak w podejściach ILS, jak i VOR DME;
- modyfikację wyświetlaczy na autopilotach: odtąd prędkość schodzenia podana jest za pomocą czterech lub pięciu cyfr, a kąt schodzenia – dwóch lub trzech, co umożliwia natychmiastowe rozróżnienie obu trybów schodzenia;
- modyfikację czarnych skrzynek tak, by mogły wytrzymać pożar nawet przez kilkanaście godzin.

Pięć lat po tragedii linia Air Inter przestała istnieć, wchłonięta przez Air France.
Katastrofę lotu nr 148 przedstawiono w jednym z odcinków serialu Katastrofa w przestworzach – Niewidzialna góra.